# Hoplideres
Hoplideres is een kevergeslacht uit de familie van de boktorren (Cerambycidae). De wetenschappelijke naam van het geslacht werd voor het eerst geldig gepubliceerd in 1832 door Audinet-Serville.

## Soorten
Hoplideres omvat de volgende soorten:
- Hoplideres aquilus Coquerel, 1859
- Hoplideres curtipes Quentin & Villiers, 1972
- Hoplideres laevipennis Lameere, 1906
- Hoplideres punctatus Quentin & Villiers, 1972
- Hoplideres spinipennis Audinet-Serville, 1832